# Ingbert Naab

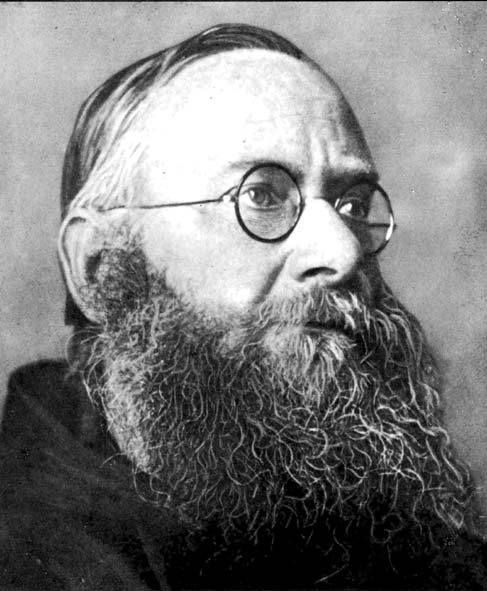
Naab, 1925

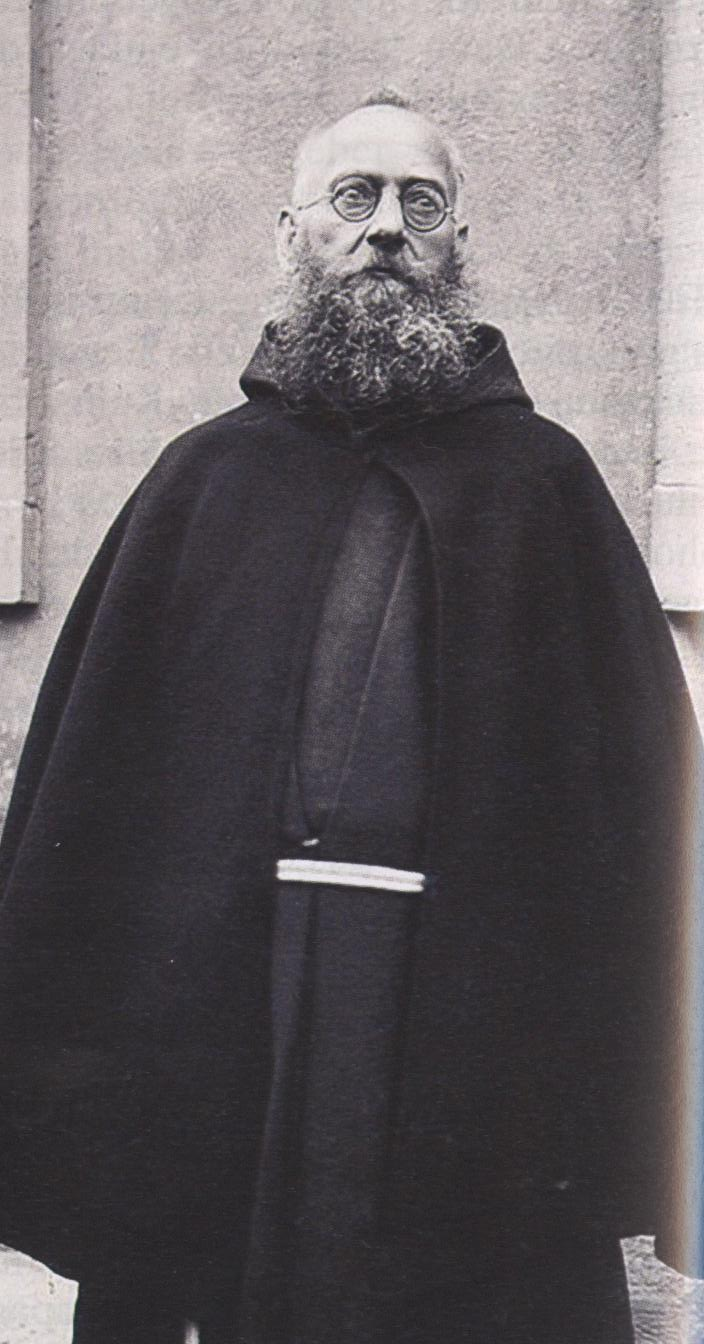
Ingbert Naab im Habit (1930)

Pater Ingbert Naab (* 5. November 1885 in Dahn; † 28. März 1935 in Straßburg), getauft als Karl Borromäus Naab, war ein deutscher katholischer Priester und Angehöriger des Kapuzinerordens. Er wurde bekannt als früher Widerstandskämpfer gegen die Ideologie des Nationalsozialismus.

## Leben

### Ausbildung und Beruf
Karl Naab hatte drei Geschwister und wurde von seinen Eltern im katholischen Glauben erzogen. Er besuchte zunächst die Schule in seinem pfälzischen Heimatort. 1898 wechselte er nach Speyer, wo er als Internatsschüler des Bischöflichen Konvikts 1905 das Abitur ablegte. 1906 trat er in Laufen an der Salzach dem Orden der Kapuziner bei und erhielt den Ordensnamen Ingbert. Im gleichen Jahr begann er in Eichstätt das Studium der Theologie und empfing dort 1910 die Priesterweihe durch den Eichstätter Bischof Johannes Leo von Mergel. Die Primizmesse feierte er in Dahn. Danach war er bis 1912 Seelsorger in Laufen und 1913 in Altötting.
In seinem Heimatbistum Speyer wirkte Naab zunächst zwischen 1914 und 1916 im Kapuzinerkloster St. Ingbert. Danach war er für seinen Orden in zahlreichen Ämtern und Funktionen tätig: Lektor der Theologie und Klerikermagister in Eichstätt, Seminardirektor in Regensburg, Guardian in Passau und Eichstätt, Definitor und Generalkustos, Gründer und Schriftleiter verschiedener Jugendzeitschriften.

### Widerstand und Flucht

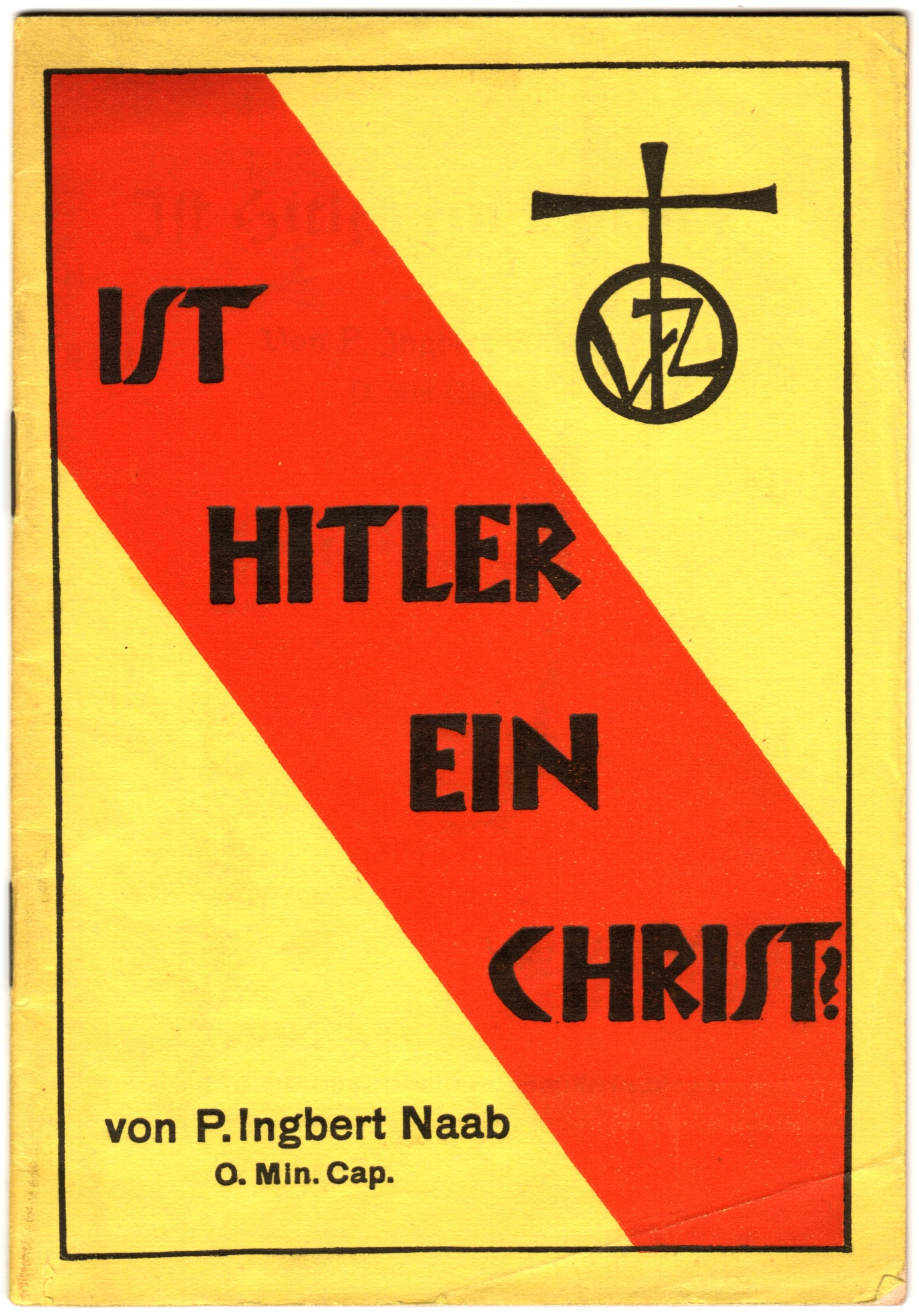
Naabs Warnung vor Hitlers Ideologie (1931)

Bereits ab 1923 warnte Naab vor der Rassenlehre und den Prinzipien des Nationalsozialismus, die sich nicht mit Christentum und allgemeiner Ethik vereinbaren ließen. Er war der wichtigste literarische Mitarbeiter Fritz Gerlichs (ermordet 1934 im KZ Dachau), der die Zeitung Der gerade Weg herausgab. Naab und Gerlich sagten in dieser Wochenschrift wiederholt und mit erschreckender Deutlichkeit die künftige politische Entwicklung vorher. Mit seinem offenen Brief an Adolf Hitler vom 20. März 1932 und seiner Denkschrift an die Deutsche Bischofskonferenz vom Juni 1934 erreichte Naab Millionen Bürger. Hitlers Werk Mein Kampf nannte er öffentlich „das Handbuch der Demagogie“.
Naab selbst befand sich seit Juni 1933 unter dem Namen „Peregrinus“ (lateinisch Pilger) auf der Flucht durch die Schweiz, die Tschechoslowakei und Italien, ehe er bis zu seinem frühen Tod im französischen Elsass für einige Monate theologische Vorlesungen in Koenigshoffen hielt, das heute ein Stadtteil von Straßburg ist.
Zu diesem Lebensabschnitt veröffentlichte die Schriftstellerin Luise Rinser zuvor unbekannte Details: Naab stand in Kontakt mit der stigmatisierten Therese Neumann in Konnersreuth. Er habe sich auf der Flucht immer in der Weise und zu der Zeit vor der Gestapo in Sicherheit gebracht, wie Therese Neumann es ihm riet. So habe er mehrfach sein Versteck in Bayern gewechselt, und immer sei bald danach eine Haussuchung am alten Aufenthaltsort erfolgt. Auch habe Therese Neumann ihm schließlich die Flucht in die Schweiz empfohlen. Hierfür habe ihr Bruder Ferdinand sowohl falsche Papiere als auch Zivilkleider beschafft und Naab den verräterischen Vollbart abrasiert. Als Ferdinand ihn über die Grenze brachte, habe sich Naab bei einer jungen Frau eingehängt und den Eindruck eines reisenden Weltmannes erweckt. Therese Neumann habe Naab beim Abschied prophezeit, er werde dort sterben, wo er als Kapuziner seine erste Klosterstelle hatte. Dies war das Kloster Königshofen bei Straßburg; dort starb er 1935.

### Sonstiges
Aus Dankbarkeit gegenüber Pater Viktrizius Weiß, der ihn persönlich in den Orden aufgenommen hatte und auf dessen Fürsprache er laut eigenem Bekunden 1926 von einer lebensbedrohlichen Krankheit befreit wurde, schrieb Naab dessen Biografie (siehe Abschnitt Werke).
Am 21. April 1953 wurden Naabs sterbliche Überreste von Straßburg nach Eichstätt überführt und dort auf dem Friedhof des Kapuzinerklosters beigesetzt.
Der Historiker Rudolf Morsey schrieb 2010, eine wissenschaftliche Würdigung Naabs sei ein Desiderat.

## Werke

### Autorenschaft

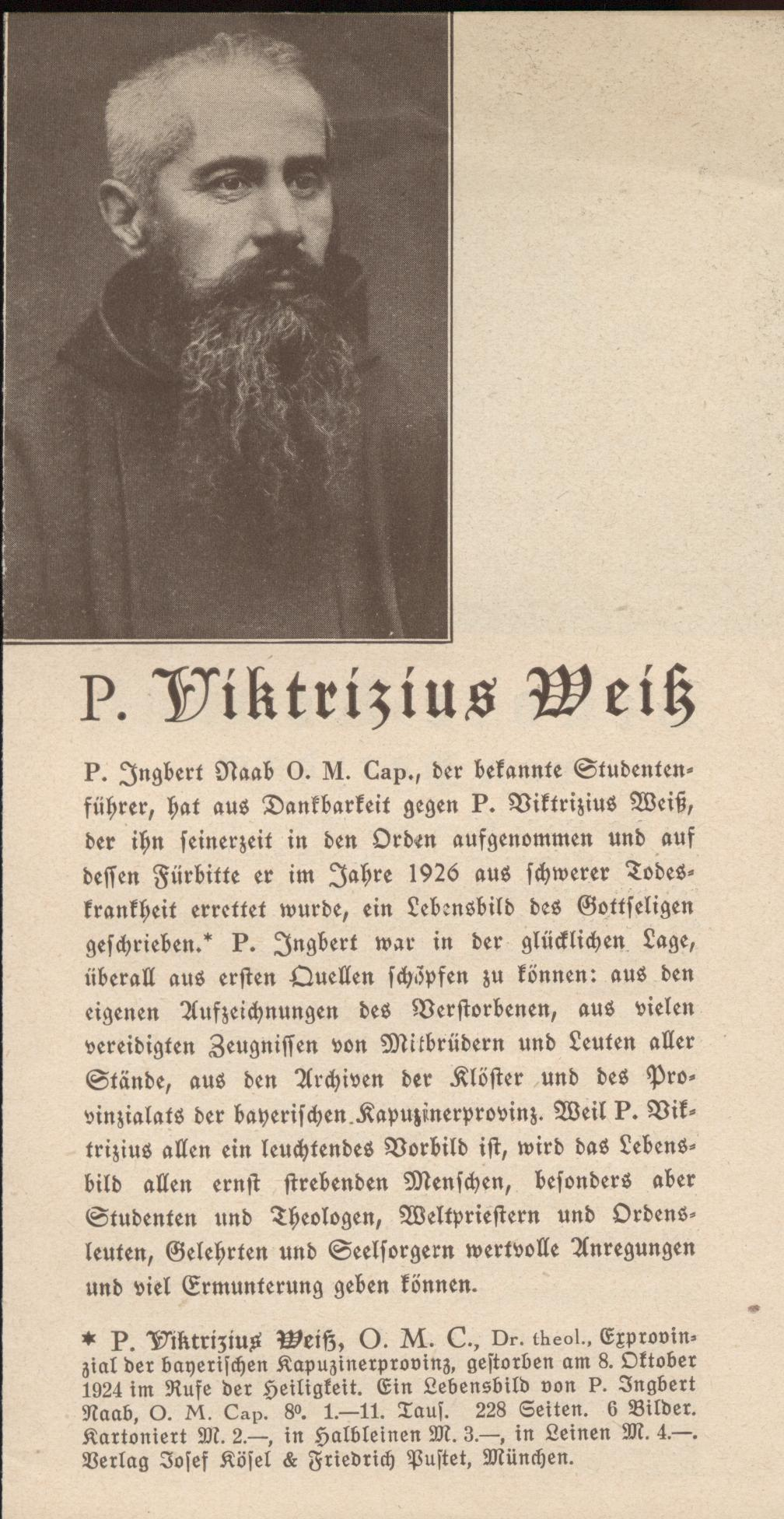
Werbezettel des Verlags (1930) für Naabs Biografie über Viktrizius Weiß

- Charakterbildung. Heft 3, Volksverlag für das katholische Deutschland, 1913.
- Praktisches Christentum. Heft 5, Volksverlag für das katholische Deutschland, 1914.
- Glaubenswehr. Heft 7, Volksverlag für das katholische Deutschland, 1917.
- P. Viktrizius Weiß O.M.Cap. Ein Lebensbild. Kösel & Pustet Verlag, München 1930 (Digitalisat).
- Ist Hitler ein Christ? München 1931.

Am 26. März 2010 präsentierte der Historiker Theo Schwarzmüller in Dahn Naabs neuentdeckten persönlichen Nachlass: 44 handschriftliche Briefe, zahlreiche Fotos sowie Zeugnisse aus der Schulzeit in Speyer.

### Schriftleitung
- Ab 1922: Das große Zeichen. Verbandsblatt der Marianischen Studentenkongregation Bayerns. ZDB-ID 1469793-2
- Ab 1924: Der Meeresstern. Religionspraktische Monatsschrift für die gebildete Männerwelt. ZDB-ID 1248303-5
- Ab 1924: Der Weg. Katholische Studentenblätter. Monatsschrift für die oberen Klassen der höheren Lehranstalten. ZDB-ID 1487592-5
- Ab 1925: Frohe Fahrt. Monatsschrift für die mittleren und unteren Klassen der höheren Lehranstalten. ZDB-ID 1381335-3
- Ab 1928: Das neue Leben. Monatsschrift für studierende Mädchen.

### Zitate
„Wir wollen ein freies Deutschland, das sich in seinem Inneren reinigt, von aller Zersetzung, von jeglichem Schmutz und jeder Form der Kulturanarchie, das nach außen seine Würde zu wahren weiß, einen Hort der Gerechtigkeit und des Friedens, ein Vaterland, auf das wir mit Recht stolz sein können.“

„Die Menschen werden unsagbar dumm, wenn sie von Gott verlassen sind.“

„Wie sie jetzt Hitler mit hysterischer Begeisterung lieben, so werden sie in wenigen Jahren ihn mit Fanatismus hassen und als den Urheber allen Übels bekämpfen.“

„Um die Fahne dieses Mannes sammelt sich ein Abschaum, der entsetzlich ist. Wer ein warmes Herz hat für das Geschick unseres Vaterlandes, der darf es nicht diesen wilden Horden überlassen.“

## Ehrungen

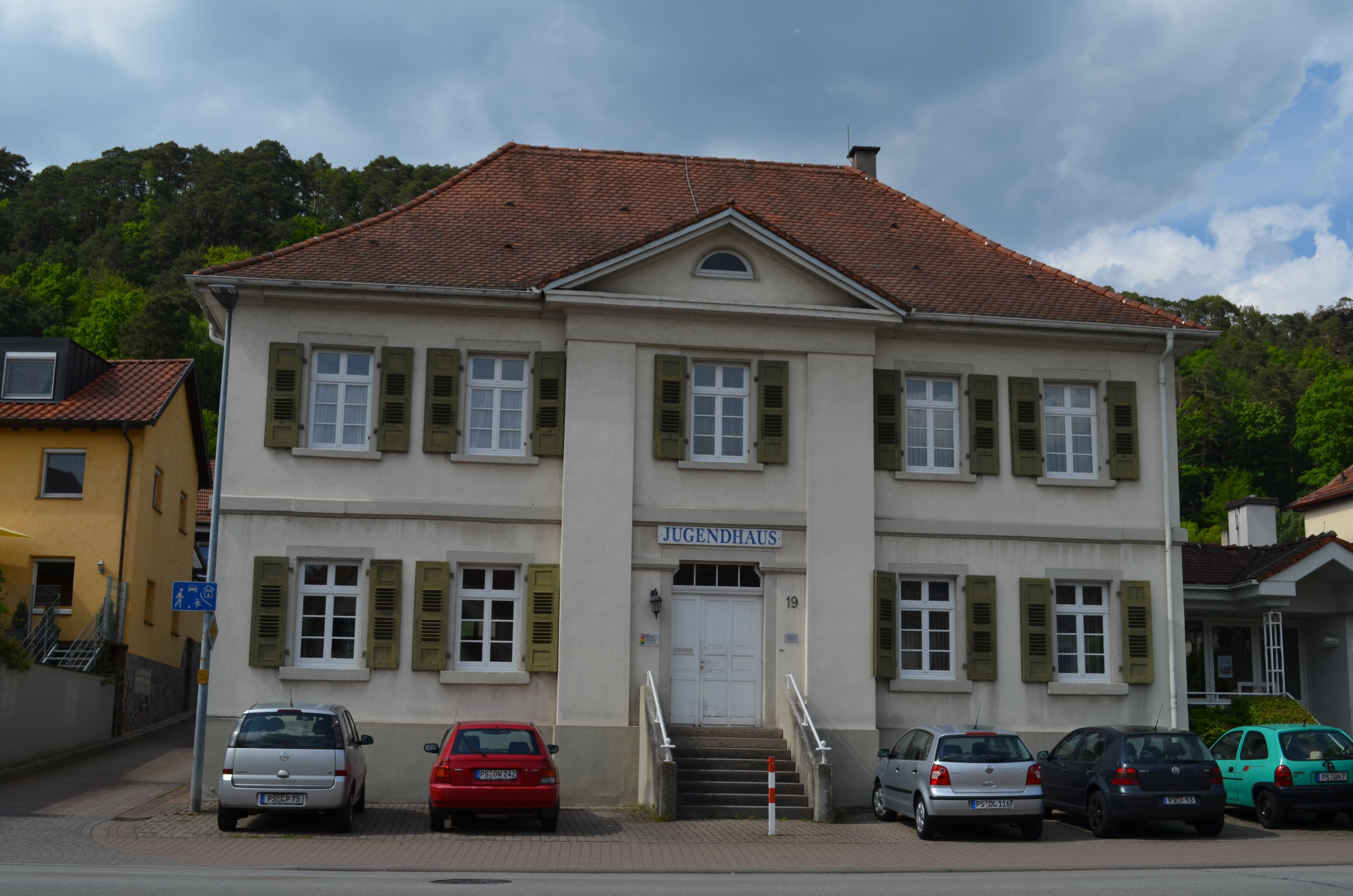
Ingbert-Naab-Haus in Dahn

Seine Heimatstadt Dahn hat ihrem großen Sohn die Ingbert-Naab-Straße und das Ingbert-Naab-Haus gewidmet. Im Dezember 2005, 70 Jahre nach seinem Tod, wurde im Alten Rathaus die Pater-Ingbert-Naab-Gedächtnisausstellung „Wider den Zeitgeist“ eröffnet.
In seinem Studienort Eichstätt wurde eine Straße nach ihm benannt, die Pater-Ingbert-Naab-Straße, sowie ein Ingbert-Naab-Hörsaal an der Katholischen Universität Eichstätt. Auch in Landshut gibt es eine Ingbert-Naab-Straße.